# Ketzertaufstreit
Der Ketzertaufstreit des 3. und 4. Jahrhunderts war eine theologische Auseinandersetzung über die Gültigkeit der christlichen Taufe.

## Ausgangssituation
Bis zur Mitte des 3. Jahrhunderts hatten sich in der frühen Christenheit zwei unterschiedliche Vorgehensweisen herausgebildet, mit Christen umzugehen, die in einer von der Großkirche getrennten Gemeinschaft (Häretiker) die Taufe empfangen hatten und sich später der Großkirche anschließen wollten:
- Besonders in Nordafrika, aber auch in Teilen Kleinasiens dominierte ein subjektives Sakramentenverständnis: Die Gültigkeit der Taufe wurde abhängig gemacht von der persönlichen Würdigkeit und Rechtgläubigkeit des Taufspenders, daher wurde die Gültigkeit der von Häretikern gespendeten Taufe abgelehnt und bei ihrer Aufnahme in die Kirche eine erneute Taufspendung gefordert. Wer als häretischer Kleriker den Heiligen Geist nicht besitze, könne diesen auch nicht dem Täufling mitteilen.[2]
- Dagegen herrschte vor allem in Rom ein objektives Sakramentenverständnis vor: Die in rechter Weise (trinitarische Taufformel) und rechter Absicht (Intention) empfangene Taufe sei immer gültig, unabhängig von der Person des Taufspenders. Der zur Großkirche übertretende Häretiker wurde wie ein Büßer behandelt und durch Handauflegung aufgenommen.[3][4]

## Zuspitzung Mitte des 3. Jahrhunderts
Schon 220 n. Chr. hatte ein Provinzkonzil in Karthago unter Bischof Agrippinus die Gültigkeit der Häretikertaufe abgelehnt. Dabei war man dem Taufverständnis Tertullians gefolgt. Das blieb rund 30 Jahre unwidersprochen, aber als die Entscheidung 255 und 256 durch die Synoden von Iconium und Synnada bekräftigt wurde, kam es zum Konflikt. Hintergrund hierfür war die Christenverfolgung unter Kaiser Decius (250/51), in der viele christliche Kleriker zeitweilig abgefallen waren; diese lapsi und traditores wurden nun von vielen anderen als Häretiker betrachtet. Aufgrund ihrer mangelnden Standhaftigkeit seien die von ihnen gespendeten Sakramente unwirksam – auch rückwirkend. 

Der römische Bischof Stephan I. lehnte die Beschlüsse von Iconium und Synnada, sowie er davon erfuhr, in scharfer Form ab. Er verbot den römischen Christen sogar, die nordafrikanische Delegation, die die Konzilsbeschlüsse überbrachte, gastfreundlich zu empfangen. Dies wiederum führte zu scharfen Gegenreaktionen des Bischofs von Karthago, Cyprian von Karthago. Cyprian, der sich der decischen Verfolgung selbst durch Flucht entzogen hatte, deshalb kritisiert wurde und daher gegenüber seiner Gemeinde unmöglich das Gesicht verlieren durfte, argumentierte vor allem mit der Einheit der Kirche: Es gebe nur eine Kirche, nur einen Glauben, nur einen Heiligen Geist – und daher nur eine Taufe, die nur innerhalb der mit dem rechtmäßigen und würdigen Bischof verbundenen Gemeinde gültig gespendet werde.

„Wir glauben nämlich und halten es für gewiß, daß niemand draußen, außerhalb der Kirche, getauft werden kann, da nur eine einzige Taufe in der heiligen Kirche eingesetzt ist. … Oder wie kann der Taufende einem anderen die Vergebung der Sünden erteilen, wenn er selbst außerhalb der Kirche steht und sich (darum) seiner eigenen Sünden nicht entledigen kann?“

Unterstützung erhielt Cyprian durch Firmilian, den Bischof von Caesarea in Kappadokien (ep. 75 in den Briefen Cyprians); dieser wiederum wurde von Stephan I. exkommuniziert. Stephan I. versuchte, seine Position durchzusetzen, indem er sich darauf berief, als Nachfolger des Petrus eine Autorität über alle andern Kirchen auszuüben, was er mit dem Bibelwort Mt 16,18f. begründete. „Er hat energischen Widerspruch aus verschiedenen Teilkirchen bekommen, nirgends wurde seine Vorstellung anerkannt,“ so Norbert Brox.
Der Märtyrertod der Bischöfe Cyprian und Sixtus (Xystus) II., des Nachfolgers Stephans, in der valerianischen Verfolgung 258 kam einem Bruch zwischen nordafrikanischer und römischer Kirche, die ohnehin um den Vorrang in der lateinischen Christenheit konkurrierten, zuvor.

## Theologische Klärung des Streites
Der Ketzertaufstreit zwischen den Nordafrikanern und der Kirche von Rom flammte nach dem Ende der diokletianischen Christenverfolgung nochmals auf und wurde aus Sicht der meisten Bischöfe durch die Synode von Arles (314 n. Chr.) beigelegt, die die Gültigkeit der Häretikertaufe anerkannte, aber den rechten Trinitätsglauben der Häretiker als Voraussetzung forderte. Der Ketzertaufstreit fand aber schon ab 313 eine Fortsetzung in den jahrzehntelangen Auseinandersetzungen der Donatisten mit der katholischen Kirche. Ausgehend von der nordafrikanischen theologischen Tradition vertraten die Donatisten einen extremen Sakramentensubjektivismus und argumentierten, selbst ein Bischof, bei dessen Weihe ein traditor anwesend gewesen sei, sei kein rechtmäßiger Kleriker. Diesmal führte der Streit, in den auch Konstantin der Große eingriff, tatsächlich zu einem Schisma, das bis ins 5. Jahrhundert andauerte. Die Auseinandersetzungen des Kirchenlehrers Augustinus mit den Donatisten stellen auch eine entscheidende theologische Klärung des Ketzertaufstreites aus Sicht der Mehrheitskirche dar. 
Das IV. Laterankonzil (1215) und das Konzil von Trient folgten dieser Linie und bekräftigen die Gültigkeit der Taufe, die mit der rechten Taufformel, mit der rechten Materie (Wasser) und in rechter Absicht gespendet ist, unabhängig von der Person des Spenders.
Neben der Klärung der Sakramententheologie hat der Ketzertaufstreit auch beträchtliche Auswirkungen auf das Verständnis der Kirche, die Ekklesiologie. Die Positionen, die Cyprian von Karthago hinsichtlich der Einheit der Kirche im Ketzertaufstreit entwickelte, wurden einflussreich in der späteren Theologiegeschichte, während seine Position bzgl. der Gültigkeit der Häretikertaufe sich nicht durchsetzen konnte.